# タトラT5C5
タトラT5C5は、チェコスロバキア（現：チェコ）のプラハに存在したČKDタトラが製造した路面電車車両（タトラカー）。ハンガリーのブダペスト市電向けに322両が製造された。

## 導入までの経緯
ハンガリーの首都・ブダペストを走るブダペスト市電には、自国の鉄道車両メーカーであるガンツ - マーバグ製の路面電車車両が長期に渡って導入されていたが、1970年代に入ると生産力の低下が顕著となり、市電への車両供給が難しい状況に陥っていた。そこで、ガンツ - マーバグ製に代わる車両として、当時東側諸国に向けて路面電車車両の大量生産を実施していたČKDタトラ製の電車・タトラカーを導入する事になった。
購入に先立ち、チェコスロバキア（現：チェコ）のブルノ市電で使用していたボギー車のタトラT3と2車体連接車のタトラK2を借用した試験走行が行われており、当初はこれらと同型車両の導入が検討されていたが、交渉の結果、電力消費量を抑えたサイリスタチョッパ制御や新設計の車体を用いた電車がブダペスト市電向けに開発される事となった。これがタトラT5C5である。

## 概要
タトラT5C5は車体幅2,500 mm、台車中心間距離6,700 mmのボギー車で、1両（単行）での運用も可能だが、2両編成以上の連結運転を前提にした設計となっており、運転台は片側のみに存在する一方、両開き・2枚折戸式の乗降扉は両側面の前・中・後の3箇所に設置されている。イワン・リンハート（Ivan Linhart）によって設計された直線的なデザインの車体は溶接構造を用いた軽量構造で製造され、床面には滑り止め用としてゴム床が貼り付けられている。窓ガラスは飛散防止を重視した安全ガラスで、上部は水平方向に開閉可能である。
座席は革張りの椅子が進行方向に設置された構造（クロスシート）になっており、右側は2人掛け、左側は1人掛けという配置になっている。ゴム床も含めて車内の配色は灰色を基調としており、車内照明には蛍光灯が用いられる。
条件の悪い線路にも適した構造となっているボギー台車には2基の主電動機が進行方向と垂直方向に設置されており、速度に応じて直列配置・並列配置を切り替え電力消費量を抑える直並列組合せ制御が用いられる。駆動方式はハイポイドギアや自在継手を介する直角カルダン駆動方式で、制御方式にはサイリスタチョッパ制御が用いられている。
それまでブダペスト市電に導入されていた車両は、運転士がノッチ進段を手動で行う「直接制御」や「間接非自動制御」と呼ばれる速度制御方式を用いていたが、T5C5はノッチ進段が自動的に行われる「間接自動制御」をブダペスト市電の車両で初めて導入し、スムーズな加減速や速度制御の容易化が実現している。運転台下部には制動装置や砂撒き装置を操作するためのペダルが設置されている。
連結器はシャルフェンベルク式連結器が使用される他、上部には回路接続用の電気連結器が設けられており、双方とも未使用時にはカバーで覆われている。連結運転の際は先頭車両（1両目）から他の車両を一括で操作する総括制御が実施され、2両編成では1両目、3両編成では1両目および3両目のパンタグラフから編成全体へ給電が行われるが、車両の故障や冬季の架線凍結などの非常時には複数のパンタグラフを同時に使用する事も出来る。実際の運用は3両編成までだが、設計上は4両編成まで総括制御が可能である。

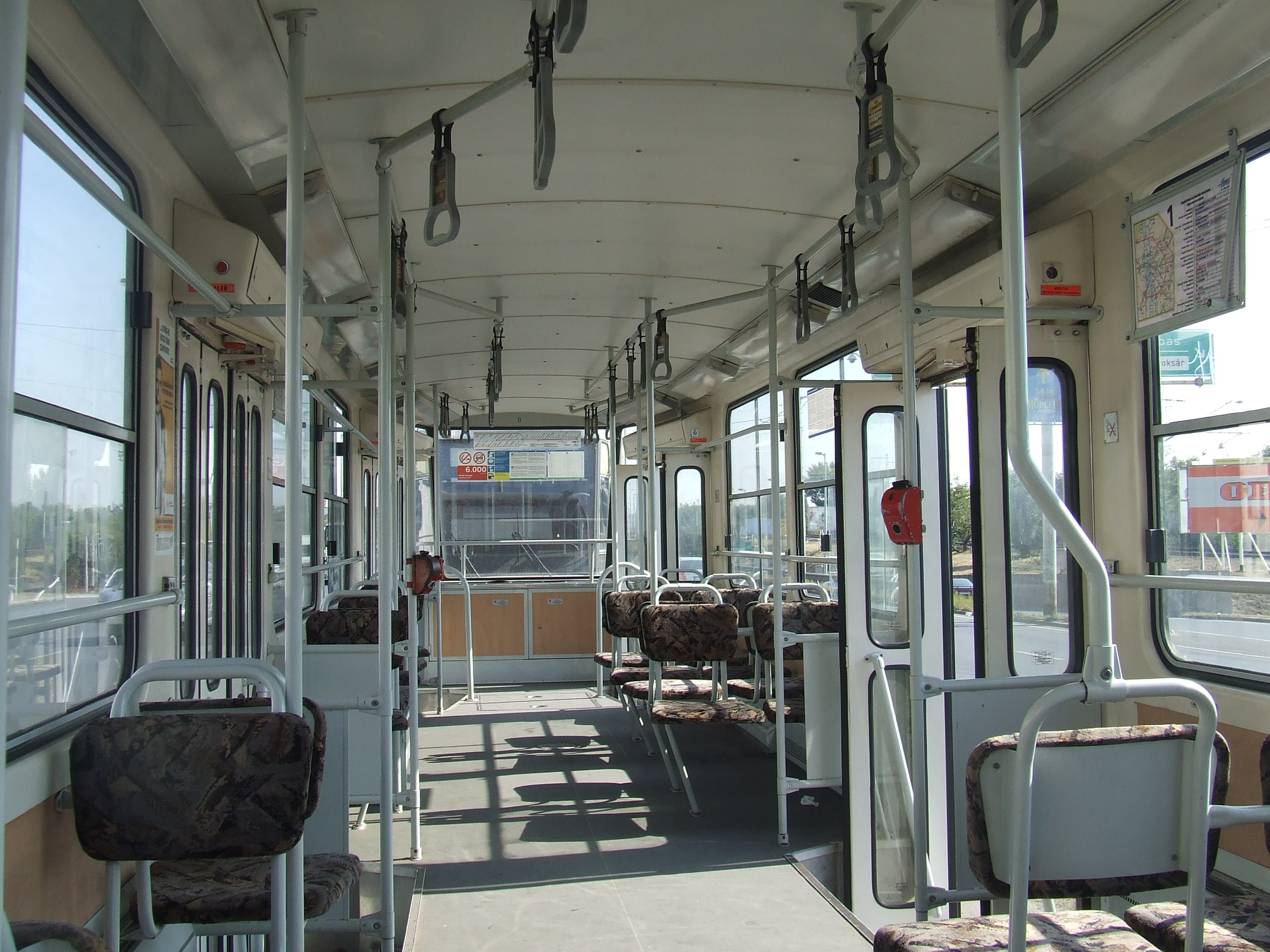
車内
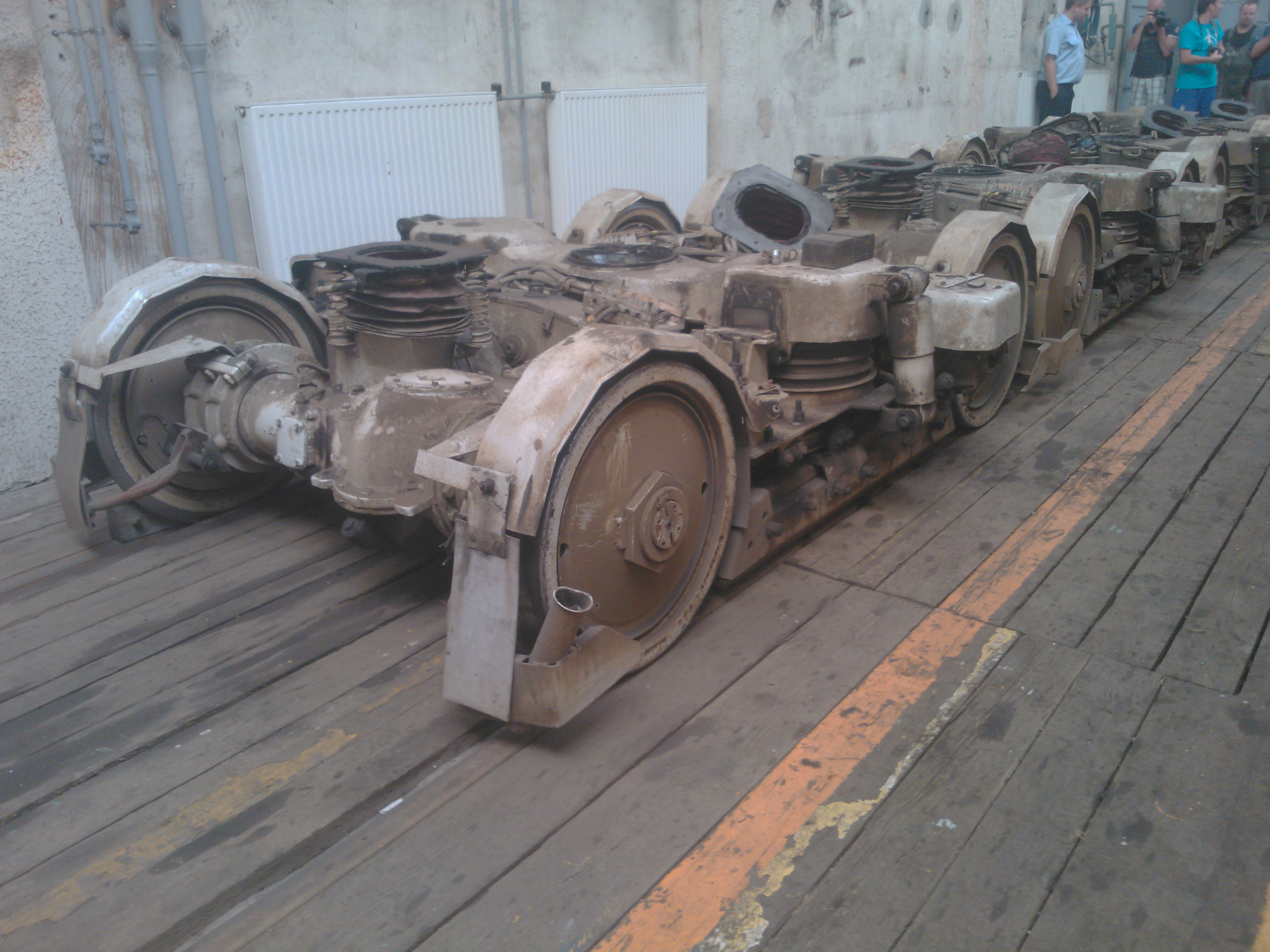
台車

## 運用
試作車2両（8011・8012→4000・4001）は1978年に完成し、プラハの実験線で試験走行を実施した後、翌1979年からはブダペスト市電での試験が行われた。その結果を受けて1980年から量産車（1次車、4002 - 4171）の生産が開始され、同年2月1日から59系統で営業運転を開始した。1984年には運転台の警告ランプ追加など一部の設計が変更された2次車（4200 - 4349）の導入が実施された。開業当初は1両での運用も存在したがその後は2両編成が基本となり、2次車が登場した1984年以降は3両編成の運転も行われるようになった。同年中に全322両（試作車2両、1次車170両、2次車150両）の導入が完了し、ブダペスト市電各地の車庫に配置されている。
2000年代以降は後述する近代化工事が実施されており、超低床電車の導入が進む2019年1月1日時点でも非営業車両を含めて廃車は行われておらず、ブダペスト市電に在籍する車両の半数以上はT5C5で占められている。

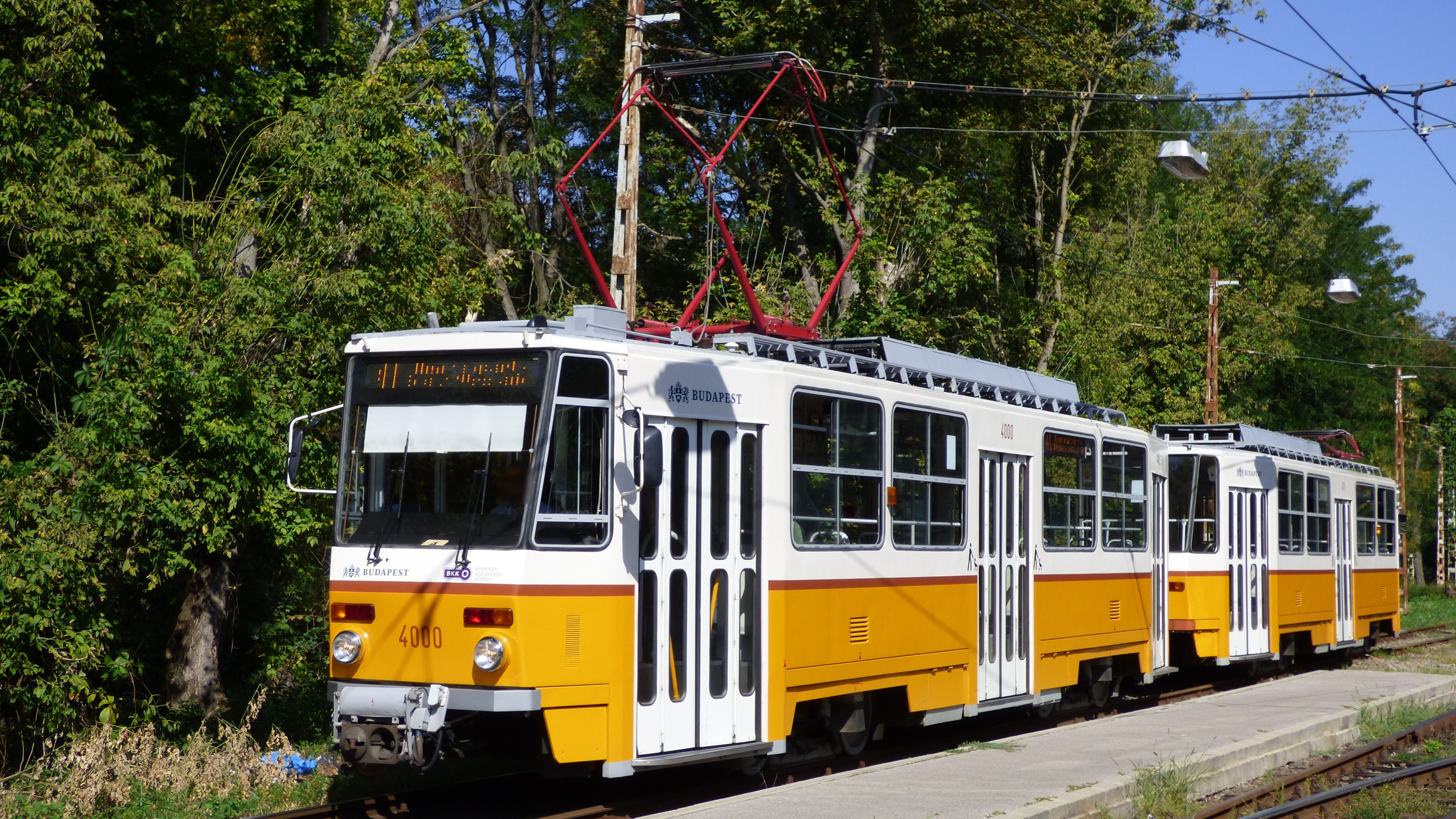
4000 + 4171（2017年撮影）
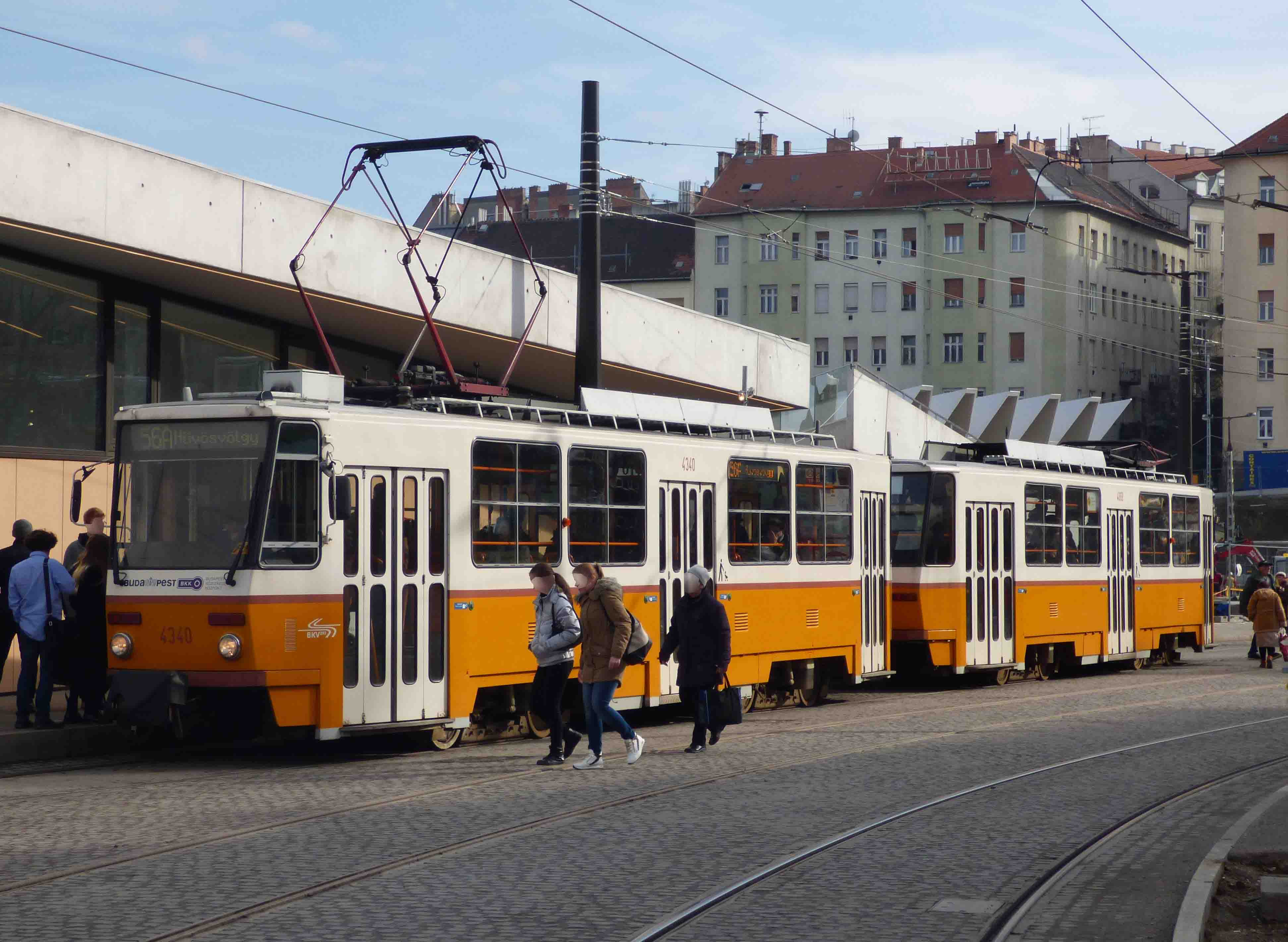
4340 + 4068（2016年撮影）
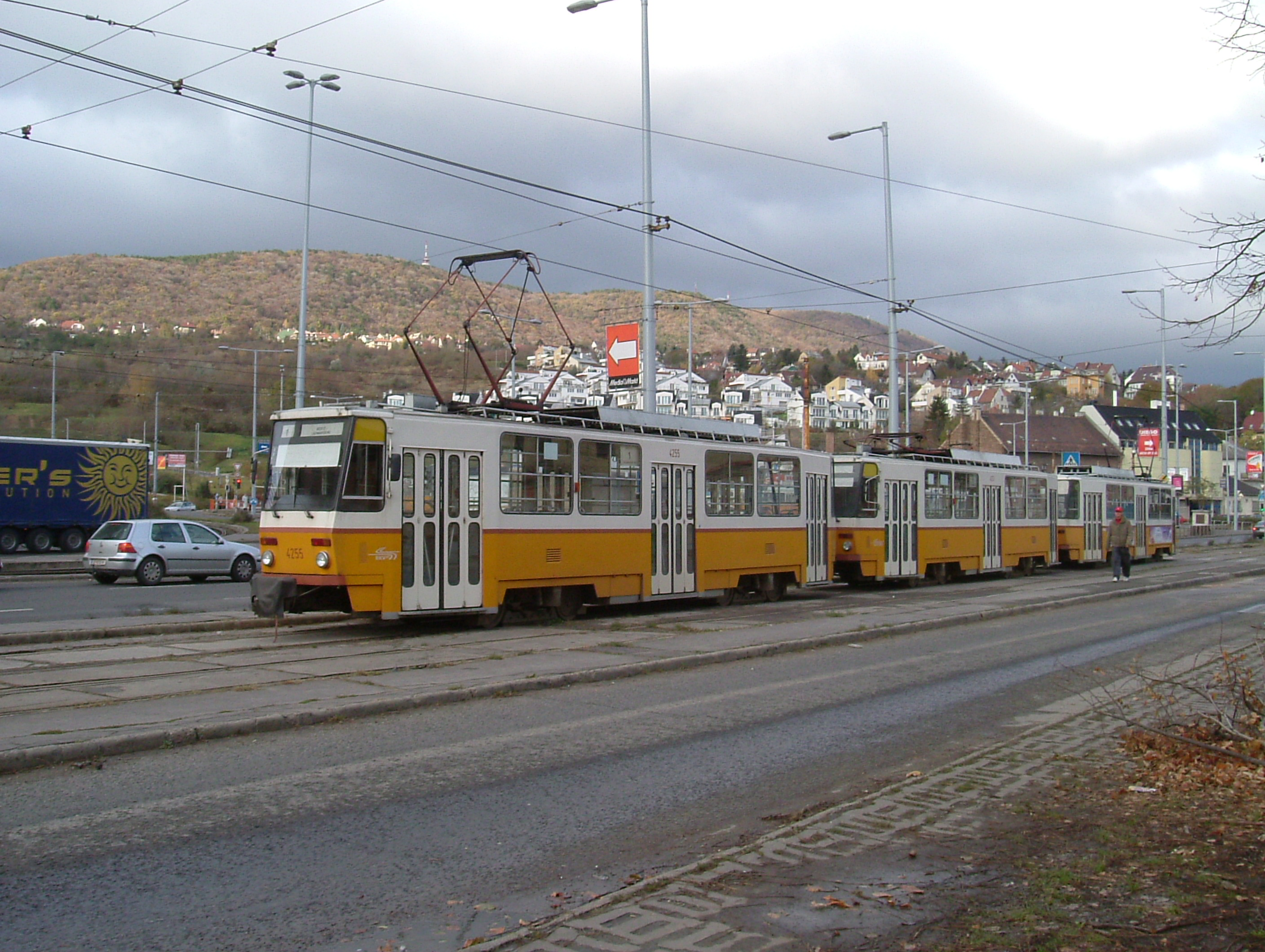
4255を先頭にした3両編成（2006年撮影）
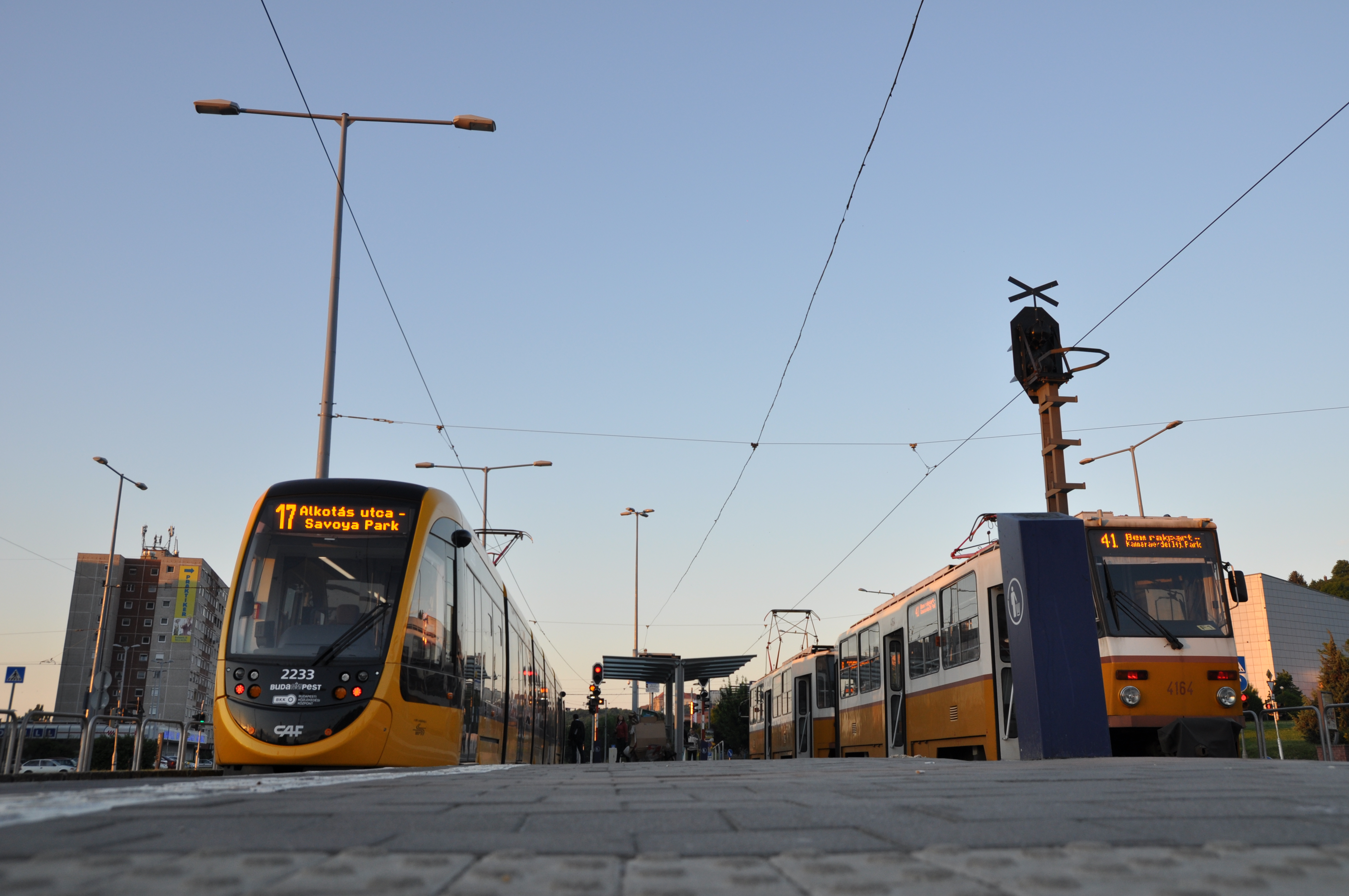
超低床電車（ウルボス3、左）と並ぶT5C5（右）（2017年撮影）

## 改造
2000年代以降、T5C5は制御装置の更新を始めとした近代化工事が行われている他、事故により損傷したT5C5に対し、復旧工事の際に用途変更や近代化工事を行った事例が存在する。2019年1月1日の時点で228両、営業用車両のうち71％の近代化が完了している。
- T5C5K - 2002年以降、一部のT5C5はIGBT素子を用いた制御装置（界磁チョッパ制御）への交換、回生ブレーキの搭載、手すりや座席の配色変更、車内案内表示装置（電子ディスプレイ）の設置、運転台の改良などの近代化工事が施され、形式名が「T5C5K」に変更された。同年から2003年までに80両が改造され、2004年以降営業運転に用いられている[10][11][3]。
- T5C5K2 - 2010年以降近代化工事が行われている車両は、T5C5Kの改造内容に加えて制動装置や乗降扉のロック機構の改造が行われており、形式名も「T5C5K2」に改められた[11][26]。
- T5C5K2M - 2014年1月16日に起きたトラックとの衝突による火災の結果焼失した4043は、編成を組んでいた4042と共に復旧を兼ねた更新工事が行われ、制御装置、パンタグラフ、駆動装置の更新などT5C5KやT5C5K2と同様の内容に加え、双方向ネットワークシステム「CAN」を用いた自動診断システムの搭載、車体の保温性向上などの近代化が施工された「T5C5K2M」として営業運転に復帰した。以降他車に実施された近代化工事もこの仕様に準拠したものとなっている[27][28][29]。
- 教習車への改造 - 1984年に発生した脱線事故で運用を離脱した1次車の4121と1986年にトラックとの衝突事故に巻き込まれた4222は1989年に訓練用の教習車への改造が実施され、車両番号も7681（←4121）、7680（←4122）に変更している[2][10][3]。

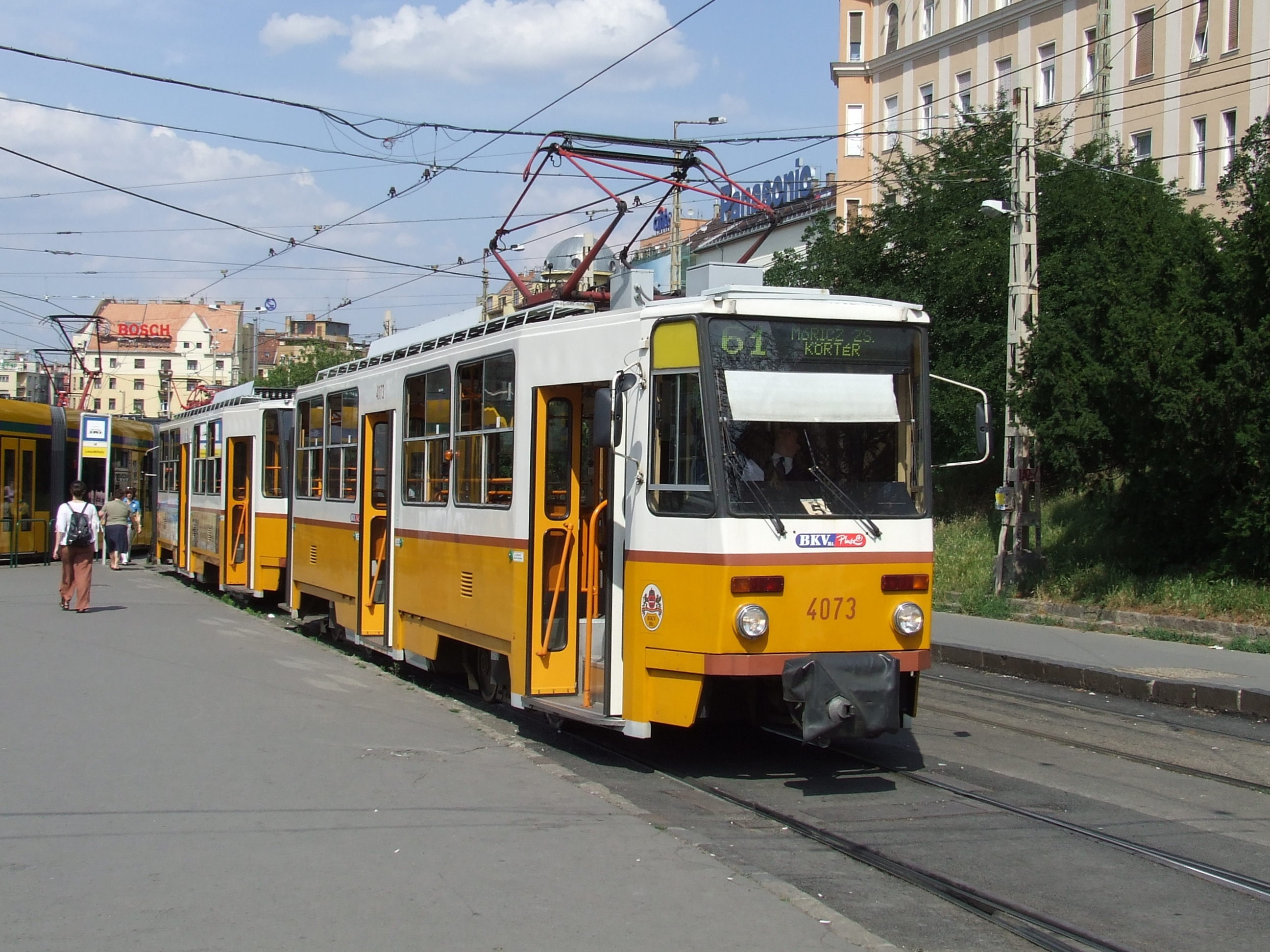
T5C5K
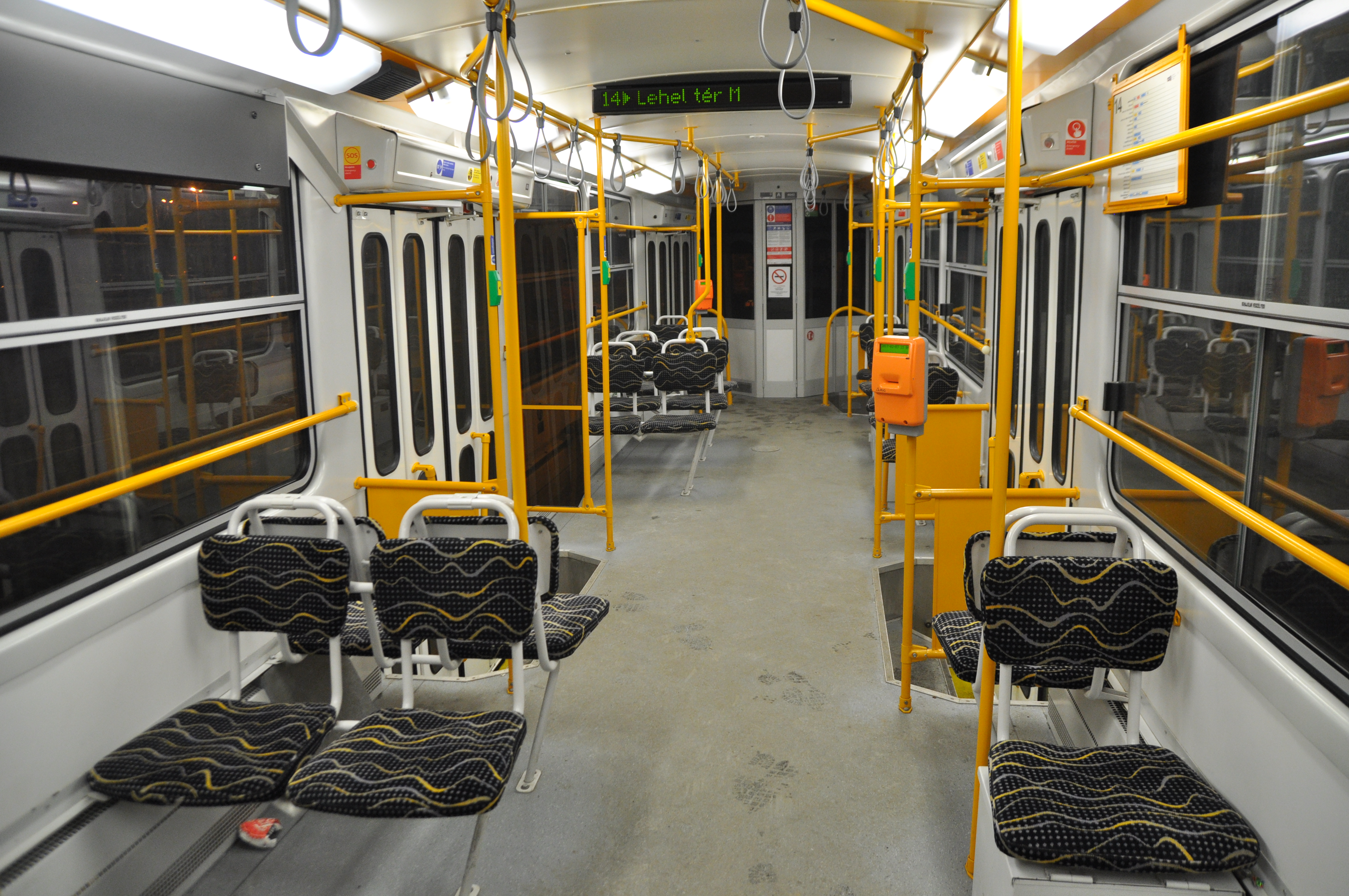
車内（T5C5K）
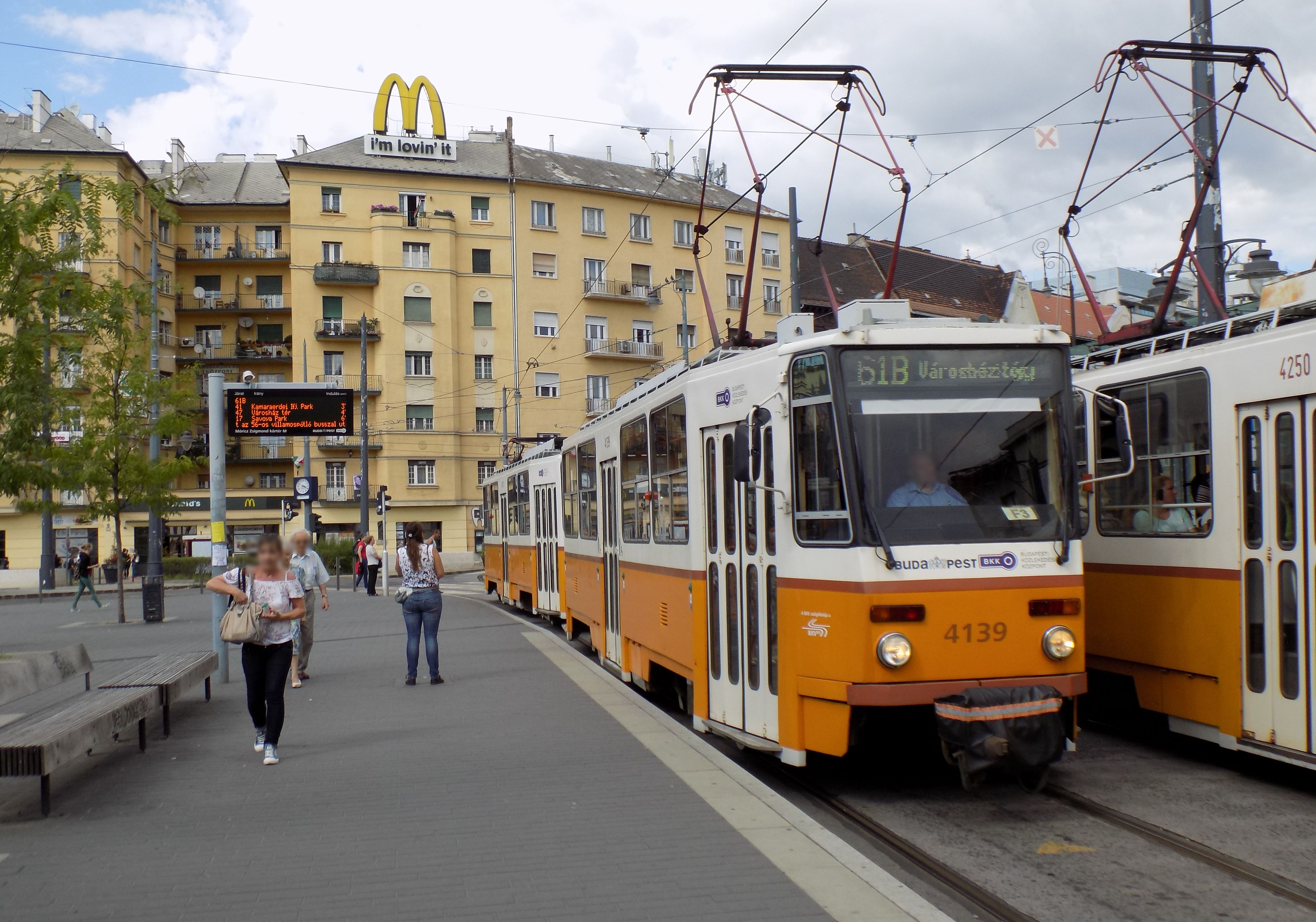
T5C5K2
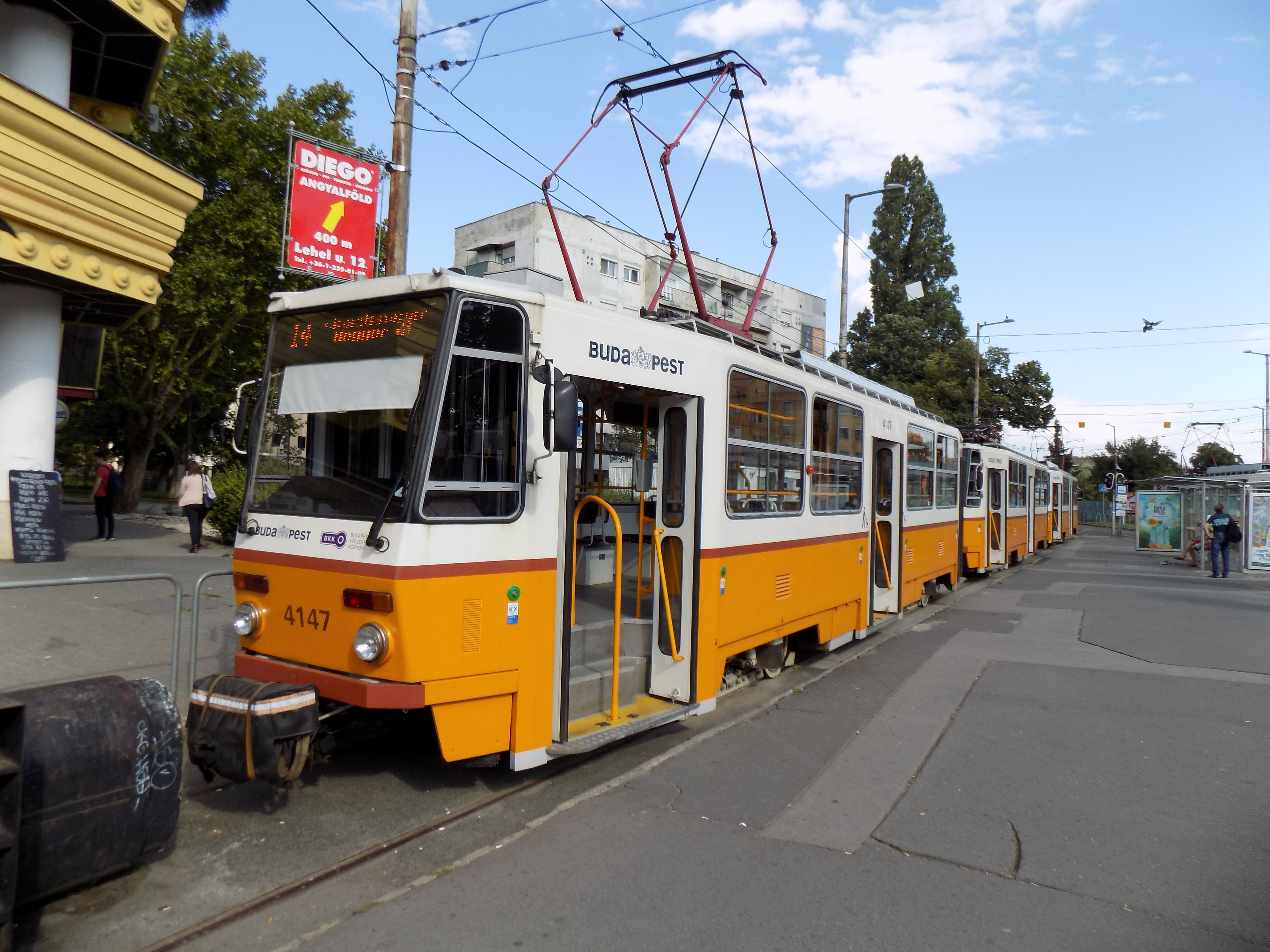
T5C5K2M